# Hirado

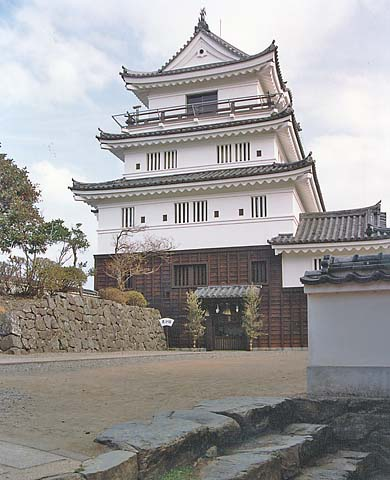
Kasteel Hirado.

Hirado (Japans: 平戸市, Hirado-shi)  is een stad (shi) in de Japanse prefectuur Nagasaki. Op 1 april 2009 had de stad naar schatting 35.721 inwoners en een bevolkingsdichtheid van 152 bewoners per km². De gemeente beslaat 235,63 km². De stad ligt deels op het gelijknamige eiland Hirado en deels op het belendende eiland Kyushu, die via de Hiradobrug (平戸大橋 ,Hirado Ō-hashi) met elkaar verbonden zijn.

## Geschiedenis
De haven van Hirado was tijdens de Sengokuperiode en de vroege Edoperiode een belangrijk centrum voor de handel met China tijdens de Ming-dynastie en de Vereenigde Oost-Indische Compagnie (VOC). De VOC stichtte haar eerste factorij in Hirado in 1609. Jacques Specx was het eerste opperhoofd in Japan. In 1613 werd er ook een Engelse factorij gesticht met  Richard Cocks als opperkoopman. De Engelse factorij sloot echter tien jaar later, terwijl de Nederlanders bleven.
In 1640 werd de handel door het Tokugawa-shogunaat beperkt. Alleen de Chinezen en de Nederlanders kregen toestemming vanuit Nagasaki handel te drijven. De Nederlanders werd in 1641 opgedragen naar Dejima te verhuizen, een kunstmatig eilandje in de haven van Nagasaki.
Hirado werd een stad (shi) op 1 januari 1955 na samenvoeging van de gemeente Hirado (平戸町, Hirado-machi) met zes dorpen.
Op 1 oktober 2005 werden de gemeenten Ikitsuki, Tabira en Oshima (allen van het District Kitamatsuura) aangehecht bij de stad Hirado.

## Bezienswaardigheden
- Kasteel Hirado
- Matsura Historisch Museum[1]
- VOC-pakhuis (herbouwd, en geopend sinds 20 september 2011)
- Saikyo-ji
- Hiradokerk

## Verkeer

### Luchthaven
De dichtstbijzijnde  luchthavens zijn de Luchthaven van Nagasaki in Nagaski en de Luchthaven van Saga in Saga .

### Weg
Hirado ligt aan de nationale autowegen 204 en 383. Hirado ligt tevens aan de prefecturale wegen 19, 42, 152, 153,221 en 230.
Sinds 1 april 2010 hoeft er op de Hiradobrug op autoweg 383 en op de Ikitsukibrug op prefecturale weg 42 geen tol meer betaald te worden.

### Trein
- Matsuura Spoorwegen (松浦鉄道 ,Matsuura tetsudō): Nishi-Kyūshū-lijn (richting Arita in de prefectuur Saga en Sasebo in de prefectuur Nagasaki )
  - Station Higashi-Tabira
  - Station Naka-Tabira
  - Station Tabira-Hiradoguchi
  - Station Nishi-Tabira

### Bus
- Saihi Bus, (西肥自動車, Saihi Jidōsha)
- Ikitsuki Bus  (生月自動車, Ikitsuki Jidōsha)

### Haven
- Haven van Hirado

## Geboren
- Saartje Specx (1617-1636), buitenechtelijke dochter van VOC-opperhoofd Jacques Specx en een Japanse concubine
- Inagaki Manjirō (1861-1908), diplomaat
- Genjirō Kaneko (1944), gouverneur van de prefectuur Nagasaki  sinds 1983
- Mika Kamita (1982), zangeres
- Satoshi Kuribayashi (1939), fotograaf
- Koxinga (1624-1662), Chinees militair leider aan het einde van de Ming-dynastie
- Ryusaku Yanagimoto (1894-1942), kapitein van het vliegdekschip Soryu

## Stedenband
Hirado heeft een stedenband met:
- Zentsuji (Kagawa, Japan), sinds 7 maart 1985
- Nan'an (Quanzhou, Fujian, China), sinds 7 oktober 1995
- Noordwijkerhout (Zuid-Holland, Nederland), sinds 18 september 2011

## Externe links

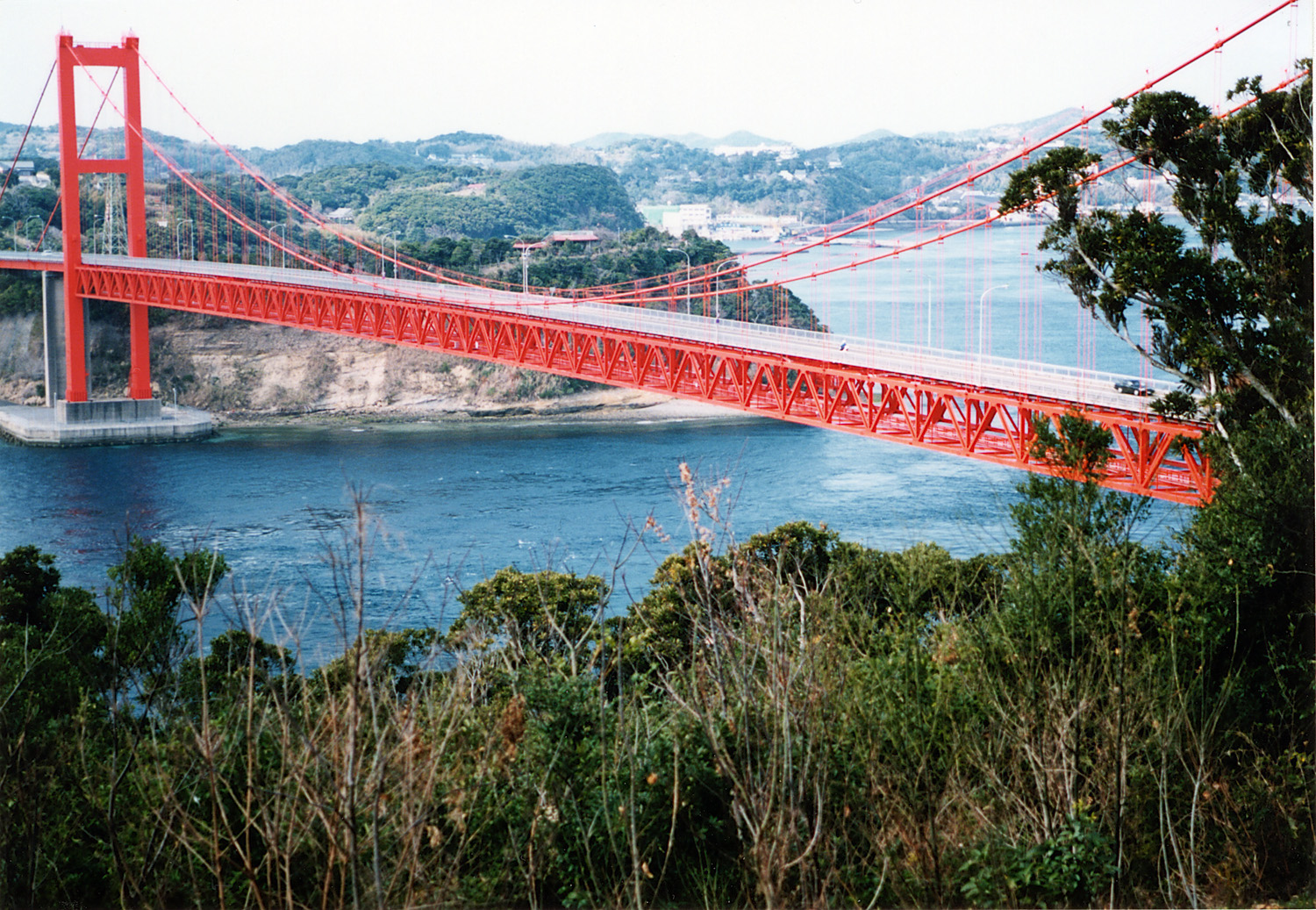
De Hiradobrug verbindt het deel van de stad op het vasteland met het eiland. De brug werd in 1977 gebouwd.
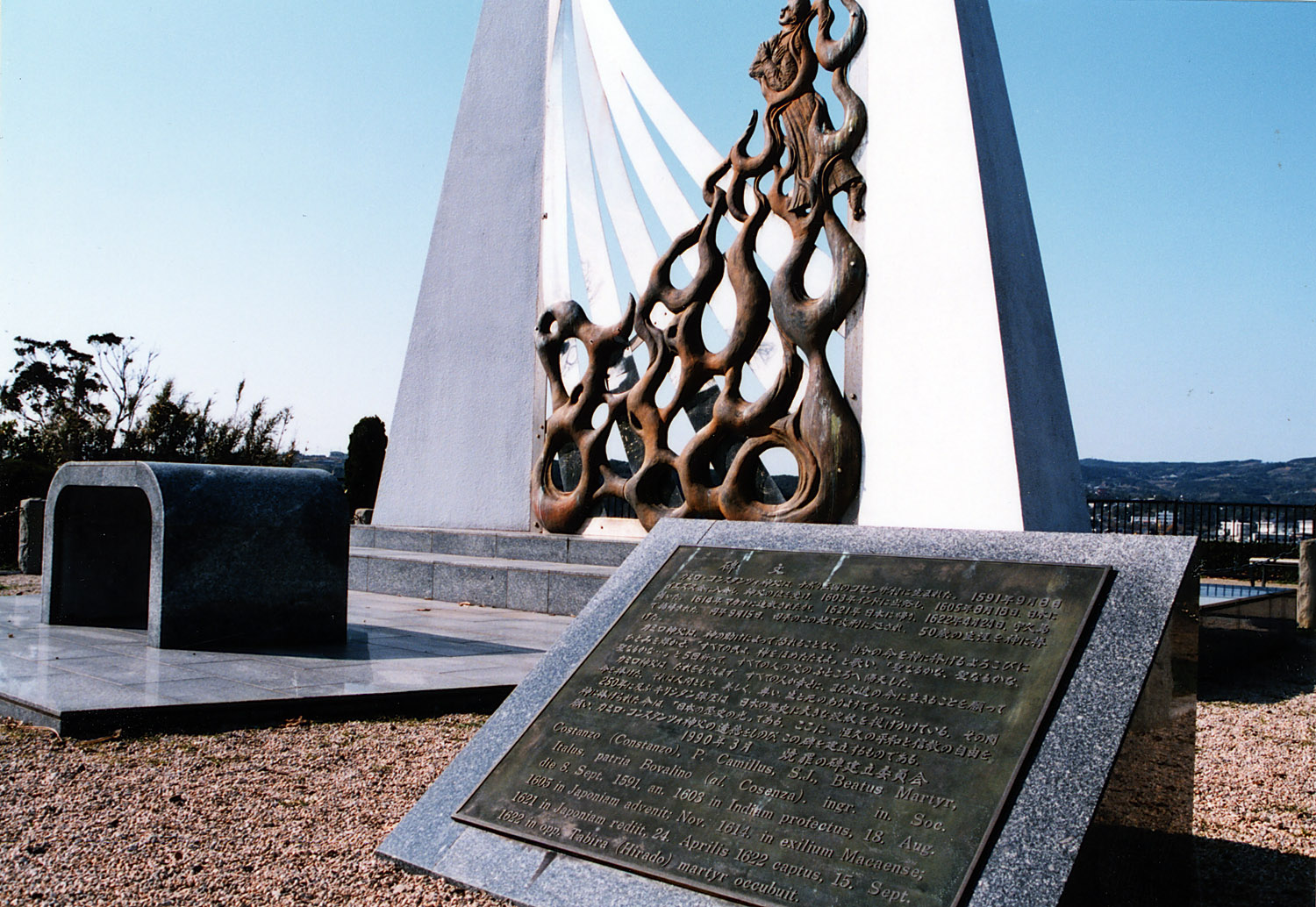
Monument voor Camillus Costanzo, Jezuïet-martelaar
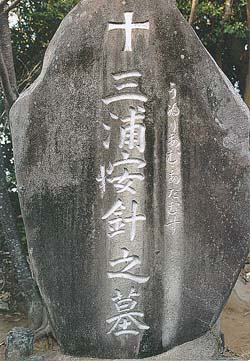
Graf van William Adams, Hirado
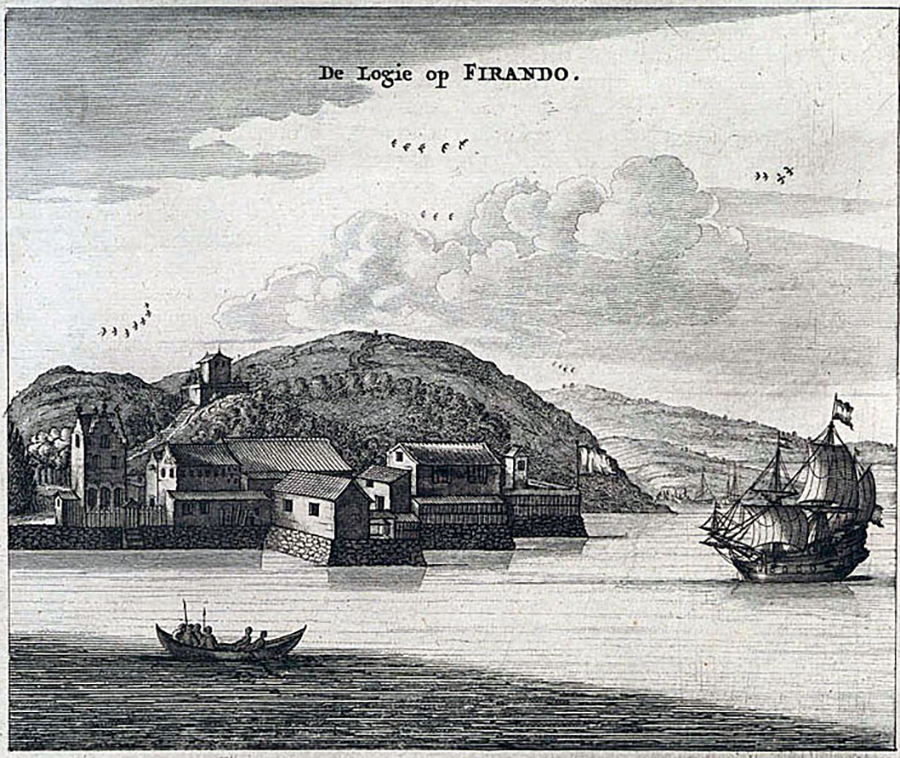
De Nederlandse factorij in Hirado. 17e-eeuwse gravure
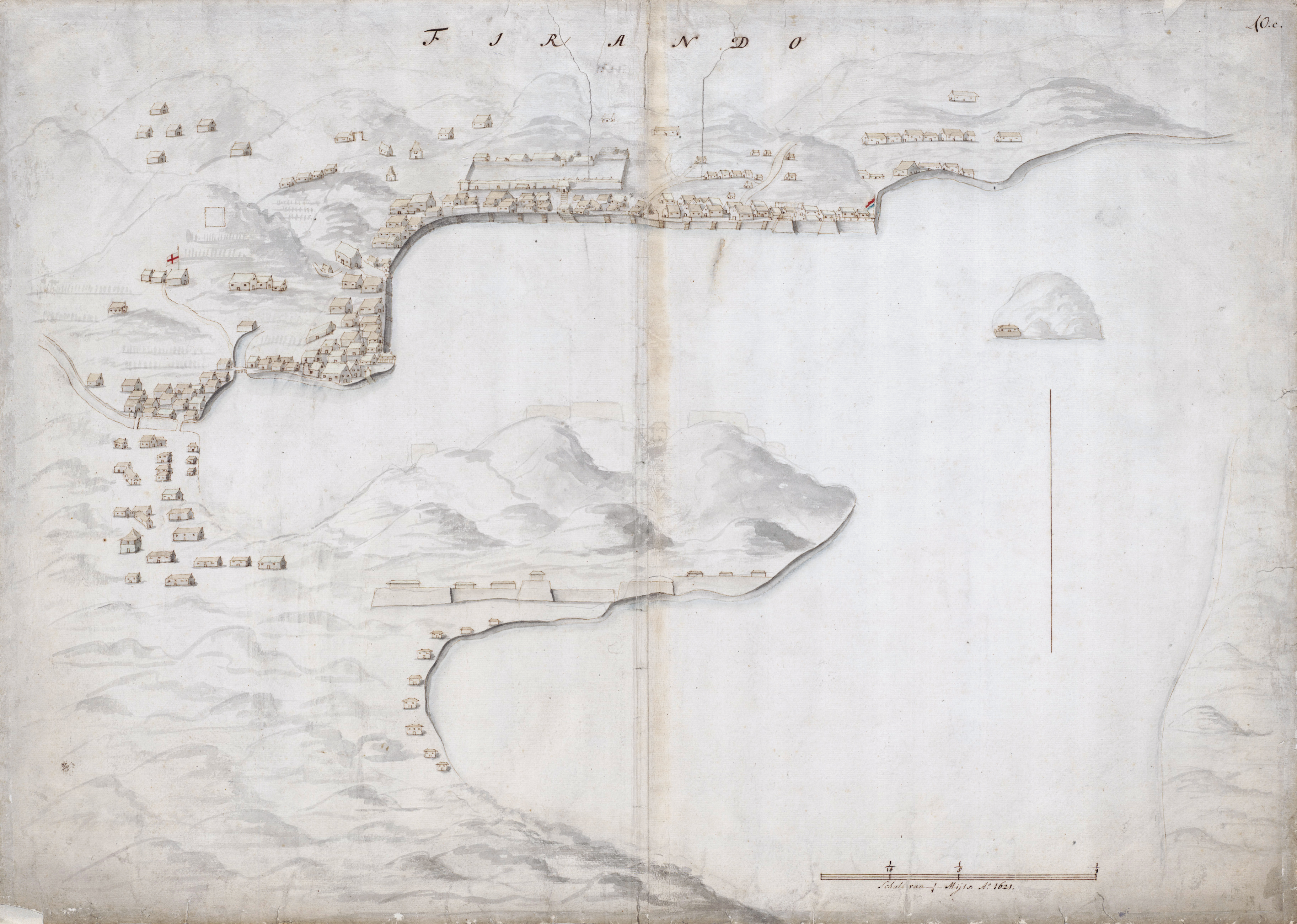
Kaart van Hirado in 1621. Rechts de vlag van de VOC factorij. Links de vlag van de Engelse factorij, gesticht in 1613 en 10 jaar later weer gesloten.